# Internationale Cricket-Saison 2018/19
Die internationale Cricket-Saison 2018/19 findet zwischen Oktober 2018 und April 2019 statt. Als Wintersaison trugen vorwiegend die Mannschaften aus Südasien, der Karibik und Ozeanien ihre Heimspiele aus. Die ausgetragenen Tests der internationalen Touren bildeten die Grundlage für die ICC Test Championship. Die ODI bildeten den Grundstock für die ICC ODI Championship und die Twenty20-Spiele für die ICC T20 Championship.

## Überblick

### Internationale Touren
| Beginn             | Heimteam           | Auswärtsteam       | Resultate | Resultate | Resultate | Artikel |
| Beginn             | Heimteam           | Auswärtsteam       | Test      | ODI       | Twenty20  | Artikel |
| ------------------ | ------------------ | ------------------ | --------- | --------- | --------- | ------- |
| 30. September 2018 | Südafrika          | Simbabwe           |           | 3–0 [3]   | 2–0 [3]   | Artikel |
| 4. Oktober 2018    | Indien             | West Indies        | 2–0 [2]   | 3–1 [5]   | 3–0 [3]   | Artikel |
| 7. Oktober 2018    | Pakistan           | Australien         | 1–0 [2]   |           | 3–0 [3]   | Artikel |
| 10. Oktober 2018   | Sri Lanka          | England            | 0–3 [3]   | 1–3 [5]   | 0–1 [1]   | Artikel |
| 21. Oktober 2018   | Bangladesch        | Simbabwe           | 1–1 [2]   | 3–0 [3]   |           | Artikel |
| 22. Oktober 2018   | Ver. Arab. Emirate | Australien         |           |           | 0–1 [1]   | Artikel |
| 31. Oktober 2018   | Pakistan           | Neuseeland         | 1–2 [3]   | 1–1 [3]   | 3–0 [3]   | Artikel |
| 4. November 2018   | Australien         | Südafrika          |           | 1–2 [3]   | 0–1 [1]   | Artikel |
| 21. November 2018  | Australien         | Indien             | 1–2 [4]   | 1–2 [3]   | 1–1 [3]   | Artikel |
| 22. November 2018  | Bangladesch        | West Indies        | 2–0 [2]   | 2–1 [3]   | 1–2 [3]   | Artikel |
| 15. Dezember 2018  | Neuseeland         | Sri Lanka          | 1–0 [2]   | 3–0 [3]   | 1–0 [1]   | Artikel |
| 26. Dezember 2018  | Südafrika          | Pakistan           | 3–0 [3]   | 3–2 [5]   | 2–1 [3]   | Artikel |
| 23. Januar 2019    | Neuseeland         | Indien             |           | 1–4 [5]   | 2–1 [3]   | Artikel |
| 23. Januar 2019    | West Indies        | England            | 2–1 [3]   | 2–2 [5]   | 0–3 [3]   | Artikel |
| 24. Januar 2019    | Australien         | Sri Lanka          | 2–0 [2]   |           |           | Artikel |
| 25. Januar 2019    | Ver. Arab. Emirate | Nepal              |           | 1–2 [3]   | 1–2 [3]   | Artikel |
| 13. Februar 2019   | Neuseeland         | Bangladesch        | 2–0 [3]   | 3–0 [3]   |           | Artikel |
| 13. Februar 2019   | Südafrika          | Sri Lanka          | 0–2 [2]   | 5–0 [5]   | 3–0 [3]   | Artikel |
| 23. Februar 2019   | Afghanistan        | Irland             | 1–0 [1]   | 2–2 [5]   | 3–0 [3]   | Artikel |
| 24. Februar 2019   | Indien             | Australien         |           | 2–3 [5]   | 0–2 [2]   | Artikel |
| 22. März 2019      | Pakistan           | Australien         |           | 0–5 [5]   |           | Artikel |
| 10. April 2019     | Simbabwe           | Ver. Arab. Emirate |           | 4–0 [4]   |           | Artikel |

### Internationale Turniere
| Beginn           | Turnier                                      | Land    |
| ---------------- | -------------------------------------------- | ------- |
| 9. November 2018 | ICC World Cricket League Division Three 2018 | Oman    |
| 13. Februar 2019 | Oman Quadrangular Series 2018/19             | Oman    |
| 18. April 2019   | ICC World Cricket League Division Two 2019   | Namibia |

### Fortlaufende Turniere
| Dauer     | Turnier                                             |
| --------- | --------------------------------------------------- |
| 2018–2019 | Qualifikation zum ICC World Twenty20 Qualifier 2020 |

### Internationale Touren (Frauen)
| Beginn             | Heimteam    | Auswärtsteam | Resultate | Resultate | Artikel |
| Beginn             | Heimteam    | Auswärtsteam | WODI      | WTwenty20 | Artikel |
| ------------------ | ----------- | ------------ | --------- | --------- | ------- |
| 11. September 2018 | Sri Lanka   | Indien       | 1–2 [3]   | 0–4 [5]   | Artikel |
| 16. September 2018 | West Indies | Südafrika    | 1–1 [3]   | 2–2 [5]   | Artikel |
| 29. September 2018 | Australien  | Neuseeland   | 3–0 [3]   | 3–0 [3]   | Artikel |
| 2. Oktober 2018    | Bangladesch | Pakistan     | 1–0 [1]   | 0–3 [4]   | Artikel |
| 18. Oktober 2018   | Pakistan    | Australien   | 0–3 [3]   | 0–3 [3]   | Artikel |
| 24. Januar 2019    | Neuseeland  | Indien       | 1–2 [3]   | 3–0 [3]   | Artikel |
| 31. Januar 2019    | Pakistan    | West Indies  | 2–1 [3]   | 1–2 [3]   | Artikel |
| 1. Februar 2019    | Südafrika   | Sri Lanka    | 3–0 [3]   | 3–0 [3]   | Artikel |
| 22. Februar 2019   | Indien      | England      | 2–1 [3]   | 0–3 [3]   | Artikel |
| 16. März 2019      | Sri Lanka   | England      | 0–3 [3]   | 0–3 [3]   | Artikel |

### Internationale Turniere (Frauen)
| Beginn           | Turnier                         | Land        |
| ---------------- | ------------------------------- | ----------- |
| 9. November 2018 | ICC Women’s World Twenty20 2018 | West Indies |

## Nationale Meisterschaften
Aufgeführt sind die nationalen Meisterschaften der Full Member des ICC.
| Land                              | First-Class                                | List A                                   | Twenty20                           |
| --------------------------------- | ------------------------------------------ | ---------------------------------------- | ---------------------------------- |
| Afghanistan                       | Ahmad Shah Abdali 4-day Tournament 2018/19 |                                          | Afghanistan Premier League 2018/19 |
| Australien                        | Sheffield Shield 2018/19                   | JLT One-Day Cup 2018/19                  | Big Bash League 2018/19            |
| Bangladesch                       | National Cricket League 2018/19            |                                          | Bangladesh Premier League 2018/19  |
| Bangladesh Cricket League 2018/19 |                                            |                                          |                                    |
| Indien                            | Ranji Trophy 2018/19                       | Vijay Hazare Trophy 2018/19              | Indian Premier League 2019         |
| Duleep Trophy 2018/19             | Deodhar Trophy 2018/19                     | Syed Mushtaq Ali Trophy 2018/19          |                                    |
| Irani Cup 2018/19                 |                                            |                                          |                                    |
| Sri Lanka                         | Premier Trophy 2018/19                     | Premier Limited Overs Tournament 2018/19 | SLC Twenty-20 Tournament 2018/19   |
| Neuseeland                        | Plunket Shield 2018/19                     | Ford Trophy 2018/19                      | Burger King Super Smash 2018/19    |
| Pakistan                          | Quaid-e-Azam Trophy 2018/19                | Quaid-e-Azam One Day Cup 2018/19         | National T-20 Cup 2018/19          |
|                                   |                                            | Pakistan Super League 2019               |                                    |
| Simbabwe                          | Logan Cup 2018/19                          | Pro50 Championship 2018/19               |                                    |
| Südafrika                         | Sunfoil Series 2018/19                     | Momentum 1 Day Cup 2018/19               | CSA T20 Challenge 2018/19          |
| West Indies                       | WICB Professional Cricket League 2018/19   | WICB Regional Super50 2018/19            |                                    |